# Колегія Генеральних старшин

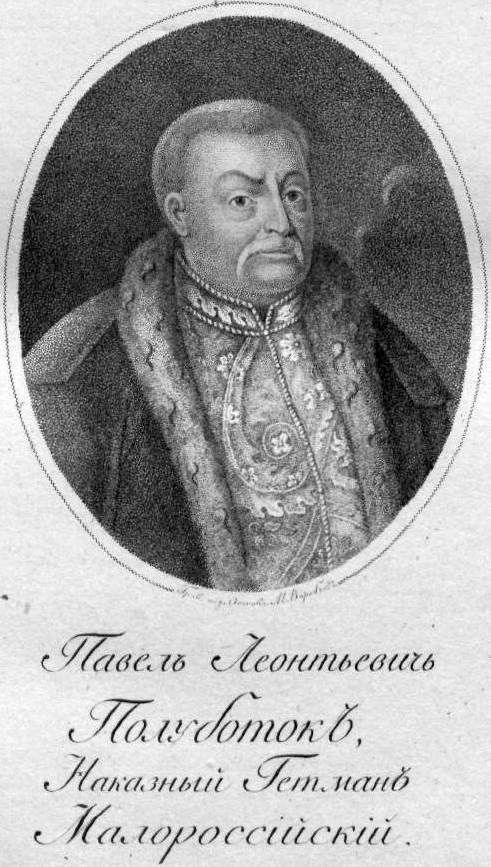
Павло Полуботок

Колегія Генеральних старшин (Гетьманський уряд Павла Полуботка) — це тимчасовий орган влади створений у липні 1722 року указом російського царя Петра І для управління Гетьманщиною спільно з Першою Малоросійською колегією без обрання гетьманом Павла Полуботка (1722—1724 рр.)

### Особливості колегіального управління
Тимчасове управління Гетьманщиною у липні 1722 року покладалось на членів колегії генеральних старшин у складі Павла Полуботка, генерального писаря Семена Савича та генерального судді Івана Чарниша, при чому, спільно з Малоросійською колегією.
Як відомо гетьман Іван Скоропадський помираючи, на початку липня 1722 року, передав усі справи наказному гетьманові Павлу Полуботку.
Універсали, що підписувались в цей час, були колегіальними. Першим ставив свій підпис сам Павло Полуботок, потім — генеральний писар Семен Савич, а також генеральний суддя Іван Чарниш, генеральний осавул Василь Жураківський та на перших порах (у серпні — вересні 1722 р.) лубенський полковник Андрій Маркович. З вересня 1722 року на деяких універсалах стоїть підпис генерального бунчужного Якова Лизогуба.

### Склад Гетьманського уряду Павла Полуботка
До його складу входили генеральні писар, суддя, осавул і бунчужний.

#### Генеральний писар
Генеральний писар Савич Семен (генеральний писар) (? — 1725) продовжував керувати Генеральною військовою канцелярією ще з 1708 року. Він тримав печатку Війська. До обов'язків також входило прийняття грамот і виголошення на Раді старшин актів, грамот та інших документів державної ваги.

#### Генеральний суддя
Генеральний суддя завідував судочинством. На цій посаді ще з 1715 року працював Чарниш Іван Федорович (? — 1728). В умовах існування Першої малоросійської колегії постійно конфліктував з її бригадиром Степаном Вельяміновим, що прагнув підчинити собі судочинство в Гетьманщині.

#### Генеральний осавул
В умовах відстуності повноцінного гетьманського уряду працював лише один Генеральний осавул, що стежив за правопорядком у Гетьманщині, наглядав за складом і бойовим забезпеченням Війська, веденням компутів, забезпеченням грошової й натуральної плати козакам, які несли військову службу. З 1710 року цю посаду продовжував обіймати Василь Жураківський (? — 1730)

#### Генеральний бунчужний
Генеральний бунчужний Яків Лизогуб (1675—1749), що працював в уряді з 1713 року, охороняв бунчук, відав різними військовими справами, іноді за дорученням гетьмана («по зволенію рейментарской власти») міг видавати універсали й мав свою печатку.
Отже завершений колегіальний уряд склали Павло Полуботок та генеральні старшини. Вони фактично правили Гетьманщиною разом з бригадиром Степаном Вельяміновим.

### Репресії проти українських старшин
Постійні конфлікти генеральних старшин з Малоросійською колегією та боротьба українців проти утисків з боку російської влади привели до того, що в червні 1723 року почались перші репресії. Починалось все демократично — виклик Павла Полуботка до Санкт-Петербурга.

Павло Полуботок розмовляє з Петром I у Петропавловській фортеці

23 червня 1723 року з'являється імператорський наказ: «Всем ведомо, что с Богдана Хмельницкого до Скоропадского все гетманы явились изменниками, от чего много потерпело государство Русское, особенно Малороссия, и потому надобно при искать в гетманы верного и надежного человека, а пока такой найдется, определено правительство, которому надлежит повиноваться и не докучать насчет гетманского выбора».

#### Управління Гетьманщиною на час відстуності наказного гетьмана
Керманичі України гетьман Павло Полуботок, Генеральний писар Семен Савич та Генеральний суддя Іван Чорниш залишили свої справи і уряди в Україні Малоросійській колегії та 13 червня виїхали з Глухова до столиці «у санкт-петербурзьку дорогу».
Полуботок, Савич і Чарниш розпорядилися про передачу повноважень на час їх відсутності в Україні генеральному осавулу Жураківському і генеральному бунчужному Лизогубу.
Прибувши 3 серпня 1723 року до Петра І вони подали ще одну петицію на вибір нового гетьмана. Це дуже розгнівило імператора, але українці не відступали. З собою вони привезли копії 156 документів, які підтверджували незаконність оголошення Малоросійської колегії та необхідності відновлення гетьманства. Звертались до всіх інстанцій: неодноразово до Сенату, в Колегію іноземних справ, звертались до високих царських вельмож. Та всі ці звертання були марними.

#### Суд у Петербурзі
Розгніваний наполегливістю українців Петро І наказав у вересні 1723 року судити їх Таємною Канцелярією, звинувачуючи в державній зраді. Почалися допити. Автор «Історії Русів» переповідає про те, що довелось витерпіти українським керманичам: «Особа, що не призналася до вини, мусила витерпіти все те тортурами через три прийоми, або зміни, і різним знаряддям, а наостанку вогняним, себто розпеченою залізною шиною і розтопленою сіркою».
Таким чином, коли Писар Генеральний Савич у тій Тайній Канцелярії запитуваний був самим Государем: «Чи він знає про лихий замір товаришів його і земляків, які душили баранів?», а він відповідав на теє із звичайною тогочасною Малоросійською чемністю: «Не скажу Ваше ці!», то за тії слова, за тую чемність дістав з першого разу доброго поличника, а далі засуджений був на тортури…"
10 листопада 1723 року п'ятнадцять козацьких старшин на чолі з наказним гетьманом були заточені в колодки і відправлені до Петропавлівської фортеці. Залишились на волі тільки їх служники і, зокрема, семеро Семена Савича.
Це був безпрецедентний крок російського імператора, — говорить відомий український історик Микола Аркас. — Були ув'язнені перші політичні в'язні в новій російській столиці. Павло Полуботок не витерпівши страждань, в першу чергу моральних, помер 18 (за новим стилем 29) грудня 1723 року. Після цього тортури припинились.
Імператор, який особисто допитував наказного гетьмана пережив його лише на 40 днів. Після смерті Петра І (28 січня 1725 р.) на чолі Російської держави стає його дружина імператриця Катерина І Олексіївна (1725—1727).
Одним із перших своїх наказів, 4 лютого 1725 року, вона звільняє українських арештантів, що залишились в живих, з в'язниці. Але дозволяє жити лише в Санкт-Петербурзі.